# Temognatha marginalis
Temognatha marginalis es una especie de escarabajo del género Temognatha, familia Buprestidae. Fue descrita científicamente por Carter en 1929.